# Бамбоччанти
Бамбоччанти (итал. bamboccianti, от итал. bamboccio, карапуз, пузырь, а также тряпичная кукла, чучело) — группа художников, работавших в XVII веке в Риме. Сформировалась вокруг нидерландского художника Питера ван Лара и получила название по его прозвищу — Il Bamboccio. Соответствующее название — бамбоччаты (итал. bambocciate) — получил и разрабатывавшийся ими «низкий» жанр живописи, то есть картины с изображением сценок из обыденной жизни: «бродяг, резвящихся детей, странствующих актёров, крестьян и нищих, решённых с юмором и некоторой долей сентиментальности».

## История
Художников «бамбоччанти» называли «малыми караваджистами». Они объединились вокруг нидерландского живописца Питера ван Лара, которого за карликовый рост и округлые формы тела прозвали bamboccio — «карапуз». Около 1625 года он прибыл в Рим из Гарлема. В своих работах Питер ван Лар с юмором, а порой и с гротеском и сарказмом изображал повседневную жизнь низших слоев общества, используя при этом элементы тенебризма (игры со светотенью), восходящего к живописи Караваджо.
К последователям ван Лара и стали причислять «бамбоччанти» — работавших в Риме художников, преимущественно выходцев из Нидерландов и Фландрии. Со временем историки искусства стали говорить о формировании отдельного простонародного жанра в живописи, получившего название «бамбоччаты», хотя сцены такого рода художники писали и ранее — например, Питер Брейгель Старший, Давид Тенирс Старший.
Художники этого жанра были близки объединению «Перелётные птицы». Позднее с «бамбоччанти» стали сближать некоторых художников итальянского рококо — Пьетро Лонги, Джузеппе Креспи, Джакомо Черути, Алессандро Маньяско.
Наиболее известные мастера:
- братья Бот — Андрис и Ян
- Якоб ван дер Дус
- Карел Дюжарден
- Ян Миль
- Ян Асселин
- Иоганн Лингельбах
- Микеланджело Черквоцци
- Вивиано Кодацци
- Михаэль Свертс
- Себастьян Бурдон (в ранние годы)
- Дирк Хельмбрекер

## Восприятие современников и критиков
С позиций высокого искусства бамбоччистов резко критиковали Сальватор Роза и Джованни Беллори. Однако в Риме и Неаполе нашлись меценаты и коллекционеры, начавшие покупать их произведения (Кассиано дель Поццо и др.). Как видно в исторической перспективе, направление работы ван Лара и его последователей обнаруживает переклички с творчеством Хогарта, братьев Ленен, Гойи, Курбе. В России распространилось искажённое название: бамбошады.
Итальянский художник Луиджи Джорджио Бальдеро предпринял попытку возрождения бамбоччаты в XIX веке. Он создал несколько сотен работ в этом жанре. Они были популярны среди неискушённой публики, но получить признание художественной общественности и найти богатых покровителей и покупателей ему так и не удалось.
Хосе Ортега-и-Гассет во Введении к Веласкесу (опубл. 1950) указывает, что картинки, называемые в Италии бамбоччатами, в Испании именуют бодегонами, и связывает обращение Веласкеса к этому жанру с его бунтом против красоты.

## «Бамбоччады» в литературе
Немецкий филолог и писатель-романтик Август-Фердинанд Бернгарди вместе с Людвигом Тиком выпустил сборник гротескных новелл и драматических сценок Бамбоччады (нем. Bambocciaden, Берлин, 1797—1800, 3 тт.). Ставшую впоследствии знаменитой книгу своих фантастических новелл «Гаспар из Тьмы» (начата в 1826, опубликована в 1842) французский романтик Алоизиюс Бертран первоначально планировал назвать «Романтические бамбочады».
Позже название Бамбочада дал своему роману (1931) Константин Вагинов; комментаторы его издания указывают, что термин бамбоччиада как определение жанра в русскую словесность ввёл Н. В. Кукольник (см.: Вагинов К. Полное собрание сочинений в прозе. СПб.: Академический проект, 1999, с.546).